# Santuario della Madonna del Transito
Il santuario della Madonna del Transito è una basilica cattolica che si trova nella frazione Canoscio del comune di Città di Castello, in provincia di Perugia.

## Storia e descrizione

### L'edificio originale
Sulla sommità del colle di Canoscio (dal latino canusium, ovvero "luogo bianco") un tale Giovanni di Jacopo nel 1348, in ringraziamento della grazia ricevuta per avere evitato la peste che infuriava nella zona lasciò in testamento ai suoi eredi una somma perché facessero dipingere un'immagine votiva in onore della Vergine Maria. 
Attorno all'immagine, presumibilmente in un primo tempo contenuta in un tabernacolo, venne costruita una prima piccola chiesa nel 1406, sempre frequentata da molti devoti. 
Al suo interno si trovava un affresco di scuola senese, la Madonna del Transito, la cui parte centrale è ora custodita in un'urna nel nuovo santuario.

### L'attuale basilica
Il filippino padre Luigi Piccardini, a seguito della proclamazione del dogma dell'Immacolata nel 1854, propose la costruzione di una nuova chiesa. Grazie anche ai finanziamenti raccolti da un comitato da lui promosso, nel 1855 iniziarono i lavori per una nuova grande basilica, su progetto dell'architetto Emilio De Fabris (1803-1883), meglio conosciuto per l'imponente facciata gotica di Santa Maria del Fiore, a Firenze, anche se  localmente il progetto fu seguito dal tifernate Giuseppe Baldeschi. Nel 1857 la chiesa fu coperta e si procedette quindi alla demolizione della precedente chiesetta. Intorno al 1860 si procedette ad una nuova sistemazione decorativa della Madonna del Transito con l'aggiunta, intorno ad essa, di una grande tela di Annibale Gatti. Nel 1878 il Santuario fu solennemente consacrato.
La chiesa fu seriamente danneggiata durante la seconda guerra mondiale e fu parzialmente ricostruita dopo di essa.
Il 6 settembre 1998, il cardinale Achille Silvestrini portò l'annuncio che papa Giovanni Paolo II aveva elevato il santuario al rango di basilica minore. Dal 2006 al 2016 il santuario è stato retto da una comunità di Frati francescani dell'Immacolata; nel 2016 è stato nuovamente affidato al clero diocesano. Ogni anno, il 15 agosto, vi si svolgono solenni festeggiamenti.
Oltre il caratteristico porticato dorico-toscano con colonne in pietra serena, opera del fiorentino Giuseppe Castellucci, ultimato nel 1905, l'interno è caratterizzato dalla pianta a croce latina divisa in tre navate.
Al fondo, sotto una grande edicola e dietro l'altare, in una teca è custodito il brano di affresco sacro, di scuola senese, detta Madonna del Transito (ovvero una Dormitio Virginis). L'affresco è incorniciato da una grande tela con i Dodici Apostoli ai lati e, in alto, l'Incoronazione della Vergine dipinta da Annibale Gatti intorno al 1860.